# 松平信復
松平 信復（まつだいら のぶなお）は、遠江浜松藩第2代藩主、三河吉田藩初代藩主。松平伊豆守系大河内松平家5代。

## 生涯
享保4年（1719年）4月4日、浜松藩初代藩主松平信祝の長男として谷中下屋敷で生まれる。側室の子であったが、父の正室菊姫（酒井忠挙養女）に子が無かったため、生後間もなく嫡子となる。享保15年（1730年）正月朔日に信復と名乗る。享保18年12月18日（1734年）、従五位下・左衛門佐に叙任する。
延享元年（1744年）6月4日に亡父の遺領7万石を継ぎ、6月10日に伊豆守と改める。寛延2年（1749年）10月15日、浜松から吉田に転封される。宝暦2年（1752年）7月、藩校時習館を設立する。明和5年（1768年）8月から腫物を患い、江戸から御目見医師徳田玄秀を招いて治療にあたらせたが病状は回復せず、9月19日に吉田城内で死去した。享年50。

## 人物
信復の父信祝は教育熱心であり、荻生徂徠の弟子三浦竹渓を招聘して嗣子である信復の教育にあたらせた。竹渓に師事した信復は好学の殿様となり、詩歌や絵画、古楽の研究や横笛の演奏などで優れた才能を発揮した。その一方で、幕府老中として享保の改革の一翼を担った父と違って、幕政への意欲を示すことはなかった。
信復が死去した際、領民の中から棺の搬送を希望する者があり、宰領庄屋3人と人足60人がこれに参加した。領民を憐れむ政治を行った信復の人柄をうかがわせる事例である。

## 系譜
父母
- 松平信祝（父）
- 狭妻、小林氏、清涼院（母） - 側室

側室
- 蘭、岸田氏、国香院
- 登利、金田氏
- 折江、小林氏

子女
- 某
- 松平信礼（次男） 生母は国香院
- 某
- 松平信正（四男） 生母は国香院
- 本庄道揚（五男） 生母は登利
- 松平壬次
- 遠藤胤富（七男） 生母は折江
- 振（池田政香室）
- 悦（鍋島直益室）
- 元（大久保教和の養女）